# Slowakische Badminton-Mannschaftsmeisterschaft 2007
Die Slowakische Badminton-Mannschaftsmeisterschaft 2007 war die 14. Auflage der Teamtitelkämpfe in der Slowakei. Meister wurde BC Prešov.

## Endstand
| Platz | Team                   | Spiele | G U V  | Spielpunkte | Punkte |
| ----- | ---------------------- | ------ | ------ | ----------- | ------ |
| 1     | BC Prešov              | 10     | 10 0 0 | 75:5        | 20     |
| 2     | TJ Lokomotíva Košice A | 10     | 8 0 2  | 54:26       | 16     |
| 3     | Spoje Bratislava       | 10     | 6 0 4  | 44:36       | 12     |
| 4     | BK ATU Košice          | 10     | 4 0 6  | 33:47       | 8      |
|       |                        |        |        |             |        |
| 5     | BK MI Trenčín          | 10     | 4 2 4  | 35:45       | 10     |
| 6     | CEVA Trenčín           | 10     | 3 2 5  | 32:48       | 8      |
| 7     | Slávia Trnava          | 10     | 1 3 6  | 23:57       | 5      |
| 8     | TJ Lokomotíva Košice B | 10     | 0 1 9  | 24:56       | 1      |